# Platambus americanus
Platambus americanus är en skalbaggsart som först beskrevs av Aubé 1838.  Platambus americanus ingår i släktet Platambus och familjen dykare. Inga underarter finns listade i Catalogue of Life.